# لورنتسو زاتزری
لورنتسو زاتزری (ایتالیایی: Lorenzo Zazzeri؛ زادهٔ ۹ اوت ۱۹۹۴) شناگر اهل ایتالیا است.
وی در مسابقات کشوری و بین‌المللی در مجموع برندهٔ ۲ مدال نقره، ۲ مدال برنز شده‌است.